# (73) Clytie
Pour les articles homonymes, voir Clytie.
(73) Clytie, internationalement (73) Klytia, est un astéroïde de la ceinture principale découvert par Horace Parnell Tuttle le 7 avril 1862. Ce fut le second et dernier astéroïde découvert par Horace Parnell Tuttle.
Son nom fait référence à Clytie qui aimait Apollon dans la mythologie grecque.

## Compléments